# Cameron, Quận Barron, Wisconsin
Cameron là một làng thuộc quận Barron, tiểu bang Wisconsin, Hoa Kỳ. Năm 2006, dân số của làng này là 1546 người.